# Matasila Freshwater
Pour les articles homonymes, voir Freshwater.
Matasila Freshwater  est une illustratrice, réalisatrice néo-zélandaise, originaire des îles Salomon.

## Biographie
Matasila Freshwater est originaire des îles Salomon. Elle a une formation en anthropologie, animation et illustration. Elle vit à Wellington. En 2019, elle réalise la séquence sur les îles Salomon, dans Vai.

## Réalisations
- The Orator, 2011
- Shmeat, 2016, film d'animation
- Vai, 2019
- Teine Sā, 2021

## Prix
- mention spéciale du jury, Festival du film de Venise, 2011[3]
- meilleur film d'animation, A Night of Horror International Film Festival, Australie, 2016[4]
- meilleure réalisatrice, New Filmmaker of the Year, SPADA Screen Industry Awards, 2019[1]
- Sun Jury Award, imagineNATIVE Film Festival, 2021[5]